# Chloridea virescens
A lagarta-das-maçãs-do-algodoeiro Chloridea virescens, é uma mariposa (Lepidoptera) da família Noctuidae e subfamília Heliothiinae. A maior parte da literatura a conhece por Heliothis virescens, mas ela foi reformada de gênero por conta de resultados de análise molecular de parentesco. Trata-se de uma praga importante de países das Américas, atacando principalmente plantações de tabaco e algodão. No entanto, consegue alimentar-se de uma variedade de outras culturas e variedades vegetais, desde frutos, leguminosas, flores e plantas rasteiras, o que facilita sua dispersão e prevalência no ambiente frente a flutuações de clima e vegetação. Tem considerável importância econômica por conta das dificuldades associadas ao seu manejo e controle nas plantações. No Brasil, ataca também soja, girassol, tomate, abóbora, trigo, berinjela, pimentão, cana–de–açúcar, milho, feijão e ervilha.
As mariposas adultas são amarronzadas com um leve tom esverdeado; as asas dianteiras ostentam três faixas escuras com bordas claras; as asas posteriores são esbranquiçadas e com uma faixa escurecida nas bordas. Medem cerca de 3 cm de envergadura com as asas abertas. Há dimorfismo sexual, onde fêmeas são mais escuras que machos.
Como demais insetos lepidópteros, passa por uma metamorfose completa, incluindo fases de vida de ovo, larva, pupa e adulto. Os ovos são depositados nos botões (maçãs) do algodoeiro, ou outras partes menos preferidas. São claros amarelados, e escurecem quando estão perto de eclodir, medindo 1cm de largura e com formato esférico, ostentando cerca de 20 ranhuras partindo do topo. As lagartinhas eclodem com cor amarela ou esverdeada, com uma cabeça parda. Passam por 6 ou 7 ínstares larvais até se tornarem pupas. As larvas mais maduras variam em coloração do verde ao rosado, podendo ser mais escuras de acordo com o clima e condições, mas sempre com a cabeça marrom. Ostentam faixas dorsais e ventrais esbranquecidas alternadas com uma faixa de tom amarronzado ao longo do corpo. Observadas sob lupa, revelam microespinhos negros no tegumento. Os maiores ínstares podem apresentar comportamento canibal. A pupa forma-se no solo, sendo de cor marrom escura. Elas podem hibernar durante condições ambientais adversas. 
Estas lagartas possuem alguns inimigos naturais bem conhecidos, exibindo frequentes sinais de ataque por parasitoides na lavoura. Um dos principais é a vespinha Trichogramma pretiosum (Hymenoptera: Trichogrammatidae) que ataca os ovos. Outro é a vespa braconídea Microplitis croceipes que deposita seus ovos dentro das lagartas. Outro inimigo importante é a vespa parasitoide Cardiochiles nigriceps (Hymenoptera: Braconidae) que também oviposita dentro de lagartas, sendo um parasitoide quase obrigatório desta espécie, que aparenta ser atraído pela planta do tabaco antes das lagartas. Também a pequena vespa Meteorus autographae parece recorrentemente atacar as lagartas desta mariposa. No Brasil, há maiores estudos com o uso de diferentes espécies de Trichogramma para conter esta praga.